# Петров, Михаил Илларионович
Михаи́л Илларио́нович Петро́в (13 января 1919, с. Таловка, ныне Яшкинский район, Кемеровская область — 6 июня 1998, Киев) — участник партизанской борьбы на Украине, командир батальона соединения партизанских отрядов, Герой Советского Союза.

## Биография
Родился 13 января 1919 года в семье служащего. Русский. Окончил семилетнюю школу и рабфак.
В рядах Красной Армии с 1939 года. В начале Великой Отечественной войны попал в окружение и остался на оккупированной территории Украины.
В марте 1942 года М. И. Петров установил связь с подпольной организацией во главе с А. 3. Одухой, с июня 1942 года ставшую на путь партизанской борьбы. В ноябре 1942 года группа подрывников во главе с М. И. Петровым провела первую удачную боевую операцию. Партизаны взорвали вражеский склад с аммоналом в районе города Славуты. В декабре 1942 года М. И. Петров лично пустил под откос 3 эшелона с живой силой и техникой противника.
Со временем в партизанском отряде под командованием А. 3. Одухи было создано несколько групп подрывников. М. И. Петров был назначен командиром взвода, потом — командиром отдельного батальона.
21 января 1944 года партизанский батальон под командованием М. И. Петрова выбил гитлеровцев из города Острог в Ровенской области и удерживал город до прихода частей Красной Армии. В феврале — апреле 1944 года М. И. Петров вместе с бойцами батальона осуществил рейд по Западной Украине и провел ряд боёв.
За время боевых действий в тылу врага М. И. Петров лично пустил под откос 12 гитлеровских эшелонов. Под его руководством и при его участии было проведено 114 боевых и диверсионных операции, пущено под откос 60 воинских эшелонов противника. В результате диверсий, проведенных подрывниками батальона под командованием М. И. Петрова, было убито и ранено более тысячи вражеских солдат и офицеров.
Указом Президиума Верховного Совета СССР от 7 августа 1944 года за образцовое выполнение заданий командования в борьбе против немецко-фашистских захватчиков, проявленные при этом мужество и героизм, и за особые заслуги в развитии партизанского движения Михаилу Илларионовичу Петрову присвоено звание Героя Советского Союза с вручением ордена Ленина и медали «Золотая Звезда» под номером 3984.
В 1951 году М. И. Петров окончил Киевский государственный университет имени Т. Г. Шевченко и аспирантуру. Защитил диссертацию кандидата исторических наук. Работал преподавателем в Киевском автомобильно-дорожном институте.
Скончался 6 июня 1998 года. Похоронен в Киеве.